# Nossa Senhora da Defesa
Nossa Senhora da Defesa foi uma aparição mariana, ocorrida na cidade italiana de Cortina d’Ampezzo em 512 d.C.

## Origem e História: Nossa Senhora da Defesa
Segundo o que se sabe, Nossa Senhora já tinha intervindo milagrosamente em Cortina d’Ampezzo em 512, segundo os relatos dessa época, os habitantes se reuniram e puseram-se a rezar suplicando a ajuda da Mãe de Deus, decididos foram defender seu território, infelizmente foi-se percebido a inevitável invasão lombarda, os ampezzanos invocaram o nome da Santa Mãe de Deus. Ela então teria aparecido, portando uma espada, sobre as nuvens que ali passava. Quando os lombardos tentaram invadir a cidade, Nossa Senhora teria envolvidos os seus inimigos com as nuvens  impedindo-lhes a visão. Por estarem as cegas acabaram por lutar entre si até se derrotarem. Através dessa aparição surgiu a devoção de Nossa Senhora da Defesa.
Nove séculos, precisamente no ano de 1412 ocorreu a sua segunda aparição: Em Cortina d’Ampezzo já havia uma capela dedicada a Nossa senhora da Defesa desde o século XIV, mas apenas em 1412, ocorreu novamente uma intervenção miraculosa da Virgem Maria. Novamente a cidade vinha sendo ameaçada por mais uma invasão, para piorar os seus habitantes estavam quase que desarmados, o inverno daquela ano foi muito rigoroso e os godos estavam para invadir a cidade. Assim como em sua primeira aparição os habitantes se puseram a rezar invocando o seu santo nome, os ampezzanos não tinham um treinamento militar qualificado para lidar com aquela situação, e nem mesmo outros recursos bélicos que fosse capaz de vencer um poderoso inimigo, a solução encontrada foi permanecer unido, em oração, esperando a interseção de Nossa Senhora.
O exército Gogo logo impetrou o seu ataque, os habitantes unidos intensificaram as suas orações e rezar com fervor. Não durou muito, logo Nossa Senhora apareceu sobre as nuvens. dessa vez portando uma espada de fogo em sua mão direita e segurando o Menino Jesus com o braço esquerdo. Ela desceu sobre o local onde estava ocorrendo um terrível massacre. Assim como em sua primeira aparição novamente as nuvens se envolveram aos seus inimigos, os cegando e atordoando-os, confundidos passaram a guerrear contra si mesmos até que, por fim, os godos se destruíram. Os italianos salvos do perigo, agradecidos pela  vitória e impressionados com o novo sinal milagroso de Nossa Senhora da Defesa passaram a festejar o ocorrido até os dias de hoje
A veneração a Nossa Senhora por meio desse título iniciou-se primeiramente na Catedral de Ozieri, em Sassari, na Itália, ainda nesta mesma região ela é a Padroeira da cidade de Stintino, onde se comemora e celebra a sua festa, em 18 de setembro, mas desde 1337 já havia devoção a Nossa Senhora da Defesa, principalmente por parte da Confraria dos Battuti (confraria de leigos católicos).
Um Santuário em honra de Nossa da Defesa foi construído em 1750.  em sua fachada, acima da porta principal,  tem um quadro com uma pintura de Nossa Senhora da Defesa representando o milagre de 512, Em seu altar-mor se encontra sua imagem, considerada a mais antiga produzida no século XIV e é ricamente vestida e coroada. No dia 18 de setembro, é comum em seu santuário fazer uma procissão noturna a luz de velas, podendo ser por terra ou mar, reunindo milhares de devotos da Europa e do mundo. Na Catedral da cidade de Ozieri existe um altar para sua devoção até hoje.

## No Brasil
No Brasil a veneração a Nossa Senhora da Defesa iniciou com uma catequista, ela trouxe para o Brasil um quadro de Nossa Senhora da Defesa oriundo da Itália. Em setembro de 2003, os devotos brasileiros inauguraram a primeira igreja de Nossa Senhora da Defesa no Brasil, conhecida pelo nome de Comunidade Nossa Senhora da Defesa, no Tucuruvi. onde  uma grande imagem da virgem protetora foi entronizada em seu altar principal.

## No Canadá
No Canadá a sua devoção começou com a imigração italiana, os imigrantes construíram uma  uma igreja no bairro de Little Italy em Montreal (Quebec, Canadá). A sua construção foi motivada pela comemoração da aparição de Nossa Senhora da Defesa, Essa igreja foi projetada pelo arquiteto Roch Montbriant e pelo artista canadense Guido Nincheri. ela foi construída em estilo românico e sua planta baseada em uma cruz grega. A Igreja de Nossa Senhora da Defesa foi inaugurada em 1919.